# Bernhard Mrowka
Bernhard Mrowka (* 3. Mai 1907 in Königsberg (Preußen); † 5. März 1973 in Frankfurt am Main) war ein deutscher Physiker.

## Leben
Bernhard Mrowka war eines von drei Kindern des ostpreußischen Mittelschullehrers Friedrich Mrowka, der bereits 1914 in den ersten Wochen des Ersten Weltkriegs verstarb. Von 1913 bis 1915 besuchte Bernhard Mrowka das Königliche Friedrichskollegium in Königsberg, von 1916 bis 1925 das Humanistische Reformgymnasium in Lyck. Er begann 1925 an der Universität Marburg mit dem Studium der Mathematik, Physik und Chemie, das er im Sommersemester 1927 an der Universität München fortsetzte, u. a. bei Arnold Sommerfeld, dann an der Universität Königsberg, wo er Schüler von Richard Gans wurde. 1931 promovierte er am II. Physikalischen Institut der Universität Königsberg bei Gans mit dem Thema „Zur Theorie der Spektrallinienverbreiterung nach der Wellenmechanik“ und wurde bis 1934 dessen Assistent. Während seiner Assistentenzeit entstanden mehrere  Artikel zur Polarisierbarkeit des Wasserstoffatoms und des Wasserstoffmoleküls sowie zum Diamagnetismus, die gemeinsam mit Gans veröffentlicht wurden.
1934 ging Mrowka zu Friedrich Hund an das Institut für Theoretische Physik der Universität Leipzig. Während der Zeit des Nationalsozialismus wurde seine Hochschullaufbahn dort unterbrochen, weil er sich geweigert hatte, dem NS-Dozentenbund beizutreten. 1936 wechselte er als wissenschaftlicher Mitarbeiter zum Forschungsinstitut der AEG in Berlin-Reinickendorf. Es wurde damals von Carl Ramsauer geleitet, der von dort aus gegen die regimetreue akademische Bewegung der ‚Deutschen Physik‘ opponierte. In demselben Institut hatte Mrowkas früherer Lehrer Richard Gans eine Anstellung gefunden (bis 1943), der jüdischer Abstammung war und 1935 seine Professur an der Universität Königsberg aufgrund der Nürnberger Rassegesetze hatte aufgeben müssen. (Gans war von 1943 bis 1945 im privaten wehrtechnischen Entwicklungslaboratorium Dr. Schmellenmeier in Berlin-Lankwitz beschäftigt gewesen und emigrierte 1946 nach Argentinien, wo er bereits früher als Hochschullehrer tätig gewesen war.) 
Mrowka wurde bereits zu Beginn des Zweiten Weltkriegs ins Heer eingezogen. Um diese Zeit heiratete er seine Frau Monika, geborenen Bergius, mit der er zwei Kinder hatte. Noch  1940 wechselte er zur Kriegsmarine, wo er Minensuchtrupps zugeteilt war.  Er geriet in britische Kriegsgefangenschaft, wurde jedoch noch 1945 in den Deutschen Minensuchdienst in Kiel entlassen. Er hat u. a. dabei geholfen, die Ems minenfrei zu machen.
1946 wurde Mrowka Assistent von Erwin Madelung am Institut für Theoretische Physik der Universität Frankfurt am Main. Ab 1947 vertrat er Madelung in Vorlesungen über Mechanik und Elektrodynamik. 1948 habilitierte er mit der Arbeit „Zur Theorie anisotroper thermischer Elektronenemission“. Mrowka wurde im Sommersemester 1949 zusätzlich mit der Vertretung des Marburger Lehrstuhls für „Struktur der Materie“  von Siegfried Flügge betraut, als Flügge sich in USA aufhielt. Um diese Zeit kündigte sich eine Krankheit Mrowkas an: Im Wintersemester 1948/50 musste er die Vertretung an der Universität Marburg aus gesundheitlichen Gründen absagen. 
1952 wurde Mrowka in Frankfurt zum Diätendozenten befördert,  nach zwei weiteren Jahren 1954 zum außerplanmäßigen Professor für Theoretische Physik an der Johann Wolfgang Goethe-Universität in Frankfurt am Main ernannt. Er hielt Vorlesungen in den Bereichen Theoretische Physik, Festkörperphysik und Feldtheorie. Nach Friedrich Hunds Berufung an die Universität Göttingen war Mrowka vom Wintersemester 1956/57 an bis zum Sommersemester 1959 kommissarischer Leiter des Instituts für Theoretische Physik. 1966 wurde er zum Wissenschaftlichen Rat und zum ordentlichen Professor ernannt.
Bereits in den 50er Jahren hatte sich ein schweres körperliches Leiden bemerkbar gemacht, das Mrowka später immer häufiger in den Rollstuhl zwang. Am 5. Mai 1973, kurz bevor er in den Ruhestand treten konnte, verstarb Bernhard Mrowka nach schwerer Krankheit.

## Publikationen
Vgl. u. a. die Publikationsliste von Richard Gans.